# Westland Wizard
El Westland Wizard fue el primer intento de la británica Westland Aircraft de producir un caza monoplano. El proyecto fue financiado de forma privada y el diseño del prototipo se realizó en los ratos libres de los ingenieros de la compañía. Todo esto ocurrió en 1926, con el objetivo principal puesto en las prestaciones de alta velocidad.

## Diseño y desarrollo
El desarrollo de la aeronave más tarde conocida como Westland Wizard comenzó en 1925, cuando algunos de los ingenieros de la compañía trazaron, en su tiempo libre, el diseño de un avión monoplaza de carreras, el Westland Racer. Era un monoplano en parasol, de construcción mixta, con un fuselaje delantero de duraluminio y tubo de acero recubierto con metal y tela, un fuselaje trasero de madera y tela, y un ala de madera. El Westland Widgeon, también un monoplano, había influido a los diseñadores en su elección de la disposición alar. Tras recibir permiso de los responsables de Westland, se construyó un prototipo, propulsado por un motor excedente Rolls-Royce Falcon III de 205 kW (275 hp), recuperado del prototipo del transporte Westland Limousine, después de que acabara achatarrado en un accidente durante un carreteo.
El Racer realizó su primer vuelo en la primavera de 1926. Sin embargo, más tarde el mismo año, resultó muy dañado en un aterrizaje de emergencia en la fábrica de Westland en Yeovil. Se decidió reconstruir el avión como un caza, con un nuevo fuselaje totalmente metálico. El Falcon fue reemplazado por uno de los nuevos F.IX de Rolls-Royce (conocidos más tarde como motores Kestrel), dando 366 kW (490 hp) en un morro más aerodinámico, mientras que se montaron dos ametralladoras Vickers semiexternamente en los laterales del fuselaje. Retenía el ala de madera en parasol del Racer, que estaba montada cerca del fuselaje sobre pilones en tándem en el eje central del fuselaje. El tren de aterrizaje era del modelo de rueda de cola, al tiempo que la gruesa sección alar permitía que los depósitos de combustible del avión estuvieran incrustados en el ala, ahorrando espacio en el fuselaje, manteniendo una baja resistencia alar, y también permitiendo la alimentación por gravedad del motor y reduciendo el peligro de incendio. La cabina estaba más o menos en línea con el borde de fuga del ala. El asiento estaba a una altura tal que los ojos del piloto estaban casi al nivel del ala. Esto le permitía ver tanto por encima como por debajo de ella. La altura del asiento era ajustable en tierra, y la barra del timón podía ser ajustada en dos posiciones para adaptarse a diferentes pilotos.
El reconstruido avión, ahora conocido como Wizard, voló en noviembre de 1927.
El Wizard era rápido y poseía unas impresionantes prestaciones de ascenso, y fue probado por el Establecimiento Experimental de Aeronaves y Armamento (A&AEE) en RAF Martlesham Heath desde finales de enero de 1928. Aunque los pilotos de pruebas del A&AEE alabaron las prestaciones del Wizard, criticaron la visibilidad frontal del piloto y consideraron las cargas de control de los alerones como demasiado pesadas. Durante el verano de 1928, el Wizard realizó su primera aparición en público en la Exhibición de la Real Fuerza Aérea en Hendon, entre otros recientes cazas monoplazas. El Wizard atrajo mucha atención, principalmente debido a sus limpias líneas y a su apariencia en general atractiva, así como por su inusual disposición (los diseños de monoplanos en parasol no habían entrado en servicio con la Real Fuerza Aérea desde los días de la Primera Guerra Mundial, cuando fue utilizada una cantidad de aparatos Morane-Saulnier. Desde entonces, la RAF había usado biplanos o como mucho sesquiplanos para sus cazas).
El Ministerio del Aire mantuvo el interés en el Wizard y concedió a Westland un contrato para desarrollarlo. Fue equipado con una nueva ala totalmente metálica de envergadura aumentada y cuerda reducida. Para mejorar la visibilidad del piloto, el ala fue equipada con una sección central más delgada y estaba montada sobre unos más convencionales soportes de cabaña. Disponía de nuevos alerones encastrados. El motor también fue reemplazado por un Rolls-Royce F.XIS sobrealimentado de 373 kW (500 hp). En esta forma fue conocido como Wizard II.
El Wizard II tenía inferiores prestaciones que la versión anterior y no impresionó al Ministerio del Aire lo suficiente como para anular su duradera preferencia por los cazas biplano.

## Variantes
Racer
Prototipo de avión de carreras con motor Rolls-Royce Falcon III, uno construido.
Wizard
Racer reconstruido como caza con motor Rolls-Royce F.XI, uno modificado.
Wizard II
Wizard modificado con motor sobrealimentado Rolls-Royce F.XIS, uno modificado.

## Especificaciones (Mk.II)
Referencia datos: The Westland "Wizard".

### Características generales
- Tripulación: Uno (piloto)
- Longitud: 8,2 m (26,8 ft)
- Envergadura: 12 m (39,5 ft)
- Altura: 2,8 m (9,3 ft)
- Superficie alar: 22,1 m² (237,9 ft²)
- Perfil alar: RAF 34[10]
- Peso vacío: 1119 kg (2466,3 lb)
- Peso cargado: 1509 kg (3325,8 lb)
- Planta motriz: 1× motor lineal V-12 refrigerado por líquido Rolls-Royce F.XI.
  - Potencia: 370 kW (510 HP; 503 CV)
- Hélices: Bipala de paso fijo
- Capacidad de combustible: 309 L, 23 L (aceite)

### Rendimiento
- Velocidad máxima operativa (Vno): 303 km/h (188 MPH; 164 kt) a 3048 m (10 000 pies)
- Alcance: 30 min a nivel del suelo; >2 h a 4572 m (15 000 pies)
- Techo de vuelo: 5300 m (17 388 ft)
- Régimen de ascenso: 9,9 m/s (1945 ft/min) a 3048 m (10 000 pies)

### Armamento
- Ametralladoras: 

  - 2x Vickers
- Bombas: 

  - 4 de 9,07 kg (20 lb)

## Aeronaves relacionadas

### Aeronaves similares
- Westland Widgeon